# LGA 1851
LGA 1851 (кодове ім'я Socket V1) — сокет для настільних процесорів Meteor Lake-PS і Arrow Lake-S, розроблений компанією Intel та випущений 24 жовтня 2024 року.
Він має ті ж розміри і відстань між отворами для встановлення кулерів, що і LGA 1700 — це гарантує сумісність з процесорними кулерами..
Кількість контактів теж збільшиться з 1700 (на LGA 1700) до 1851. Можливо, це зумовлено тим, що процесори будуть трохи потужнішими порівняно з Alder Lake/Raptor Lake.
Оскільки, за чутками, Meteor Lake «скасовують» на користь Raptor Lake Refresh і Meteor Lake стане мобільною архітектурою, і це означає, що вихід LGA 1851 відкладено на 4 квартал 2024 року, коли, як кажуть, з'явиться Arrow Lake.

## Характеристики
Роз'єм LGA 1851 буде підтримувати виключно пам'ять типу DDR5. Також новий чипсет Z890 забезпечить підтримку Thunderbolt 4, що дозволить підключати сучасні периферійні пристрої на високій швидкості.
Процесори Meteor Lake-S матимуть вдосконалену інтегровану графіку, що забезпечить кращу продуктивність у графічних завданнях. Процесори Arrow Lake-S прийдуть на зміну процесорам Core 14-го покоління і будуть до 15% швидшими за них.
Intel LGA-1851 матиме дві опціональні конфігурації для поліпшення теплових характеристик — традиційний ILM і RL-ILM (Reduced Load ILM) .